# Мутово
Мутово (пол. Mutowo) — село в Польщі, у гміні Шамотули Шамотульського повіту Великопольського воєводства.
Населення — 536 осіб (2011).
У 1975-1998 роках село належало до Познанського воєводства.

## Демографія
Демографічна структура станом на 31 березня 2011 року:
|          | Загалом | Допрацездатний вік | Працездатний вік | Постпрацездатний вік |
| -------- | ------- | ------------------ | ---------------- | -------------------- |
| Чоловіки | 281     | 61                 | 205              | 15                   |
| Жінки    | 255     | 59                 | 166              | 30                   |
| Разом    | 536     | 120                | 371              | 45                   |